# Rebeka Masarova
Rebeka Masarova (slowakisch: Rebeka Masárová; * 6. August 1999 in Basel) ist eine spanisch-schweizerische Tennisspielerin. Von 2018 bis 2024 trat sie für Spanien an, vorher und seither für die Schweiz.

## Leben
Ihr Vater war als Kind 1968 mit seinen Eltern aus der Tschechoslowakei in die Schweiz gekommen. Ihre Mutter Marivi ist Spanierin. Sie spricht in der Familie Slowakisch und besitzt auch einen spanischen Pass. Masarova spricht neben Deutsch und Slowakisch auch Spanisch, Katalanisch und Englisch, sie hat fünf Jahre in Barcelona gelebt.

## Karriere
Masarova, deren Vorbild Roger Federer ist, begann mit fünf Jahren mit dem Tennisspielen und bevorzugt Hartplätze. Sie spielt hauptsächlich auf Turnieren der ITF Women’s World Tennis Tour, bislang gewann sie sechs Einzel- und acht Doppeltitel. Zu ihrem ersten Turnier trat sie im Oktober 2013 im spanischen Sant Cugat del Vallès an.
2016 erreichte sie bei den Juniorinnen den Halbfinal der Australian Open und gewann die French Open der Juniorinnen.
Bei ihrer ersten Teilnahme an einem WTA-Turnier erreichte sie im Juli 2016 in Gstaad nach Siegen über Jelena Janković (damals Nr. 27 der Welt), Anett Kontaveit (Nr. 92) und Annika Beck (Nr. 38) gleich die Halbfinals. Sie verbesserte sich anschliessend in der Weltrangliste auf Platz 314.
Im Januar 2017 erreichte sie bei den Juniorinnen das Endspiel der Australian Open, das sie gegen Marta Kostjuk mit 5:7, 6:1, 4:6 verlor.
Seit 2018 ist sie für Spanien spielberechtigt, als Grund für den Verbandswechsel wurden in der Presse Differenzen mit Swiss Tennis genannt. Die Jahre 2018 bis 2020 waren stark durch Verletzungen geprägt, eine Knieverletzung zwang Masarova zu einer neunmonatigen Pause. Im Jahr 2021 trainierte sie wieder in der BTT-Academy in Barcelona unter der Leitung von Pipo Maresma, wo sie auch zu Beginn ihrer Karriere das Tennisspielen erlernt hatte. Sie konnte in der Folge wieder an frühere Leistungen anknüpfen. Sie gewann in diesem Jahr drei ITF-Turniere und qualifizierte sich bei den US Open erstmals überhaupt für das Hauptfeld eines Grand-Slam-Turniers. Dabei gewann sie ihr erstes Spiel, schied jedoch in der zweiten Runde gegen die an Nr. 5 gesetzte Elina Switolina aus.
Im Jahr 2021 spielte Masarova erstmals für die spanische Billie-Jean-King-Cup-Mannschaft. Ihre Bilanz dort weist bislang im Einzel einen Sieg bei einer Niederlage und im Doppel zwei Siege bei drei Niederlagen aus.
Im Januar 2023 erreichte sie zum ersten Mal bei den ASB Classic den Final eines WTA-250-Turniers, nachdem sie die auf zwei gesetzte Sloane Stephens mit 6:3, 7:65 besiegt hatte. Im Final war sie gegen Coco Gauff mit 1:6, 1:6 chancenlos.
Im Dezember 2024 wechselte sie zum Schweizer Tennisverband zurück und tritt seither wieder für die Schweiz an.

## Turniersiege

### Einzel
| Nr. | Datum             | Turnier         | Kategorie   | Belag             | Finalgegnerin             | Ergebnis       |
| --- | ----------------- | --------------- | ----------- | ----------------- | ------------------------- | -------------- |
| 1.  | 9. September 2018 | Badenweiler     | ITF $15'000 | Sand              | Nina Stadler              | 6:2, 7:5       |
| 2.  | 10. März 2019     | Amiens          | ITF W15     | Sand (Halle)      | Oana Georgeta Simion      | 6:0, 6:3       |
| 3.  | 23. Mai 2021      | Platja d’Aro    | ITF W25     | Sand              | Irene Burillo Escorihuela | 6:3, 3:6, 6:2  |
| 4.  | 4. Juli 2021      | Palma del Río   | ITF W25     | Hartplatz         | Lulu Sun                  | 6:3, 1:6, 7:64 |
| 5.  | 18. Juli 2021     | Vitoria-Gasteiz | ITF W60     | Hartplatz         | Ane Mintegi del Olmo      | 7:63, 6:4      |
| 6.  | 23. Oktober 2022  | Hamburg         | ITF W60     | Hartplatz (Halle) | Ysaline Bonaventure       | 6:4, 6:3       |

### Doppel
| Nr. | Datum              | Turnier                   | Kategorie      | Belag             | Partnerin              | Finalgegnerinnen                   | Ergebnis         |
| --- | ------------------ | ------------------------- | -------------- | ----------------- | ---------------------- | ---------------------------------- | ---------------- |
| 1.  | 7. April 2017      | Dijon                     | ITF $15'000    | Hartplatz (Halle) | Diāna Marcinkēviča     | Victoria Muntean Anastasia Zarycká | 6:4, 6:3         |
| 2.  | 25. Januar 2019    | Manacor                   | ITF W15        | Sand              | Yvonne Cavalle-Reimers | Irina Cantos Siemers Júlia Payola  | 6:4, 6:3         |
| 3.  | 1. Februar 2019    | Manacor                   | ITF W15        | Sand              | Claudia Hoste Ferrer   | Rina Saigō Yukina Saigō            | 7:5, 6:3         |
| 4.  | 8. Juni 2019       | Toruń                     | ITF W60        | Sand              | Rebecca Šramková       | Robin Anderson Anhelina Kalinina   | 6:4, 3:6, [10:4] |
| 5.  | 28. September 2019 | Valencia                  | ITF W60        | Sand              | Irina Bara             | Andrea Gámiz Seone Mendez          | 6:4, 7:62        |
| 6.  | 17. Juli 2021      | Vitoria-Gasteiz           | ITF W60        | Hartplatz         | Olivia Gadecki         | Celia Cerviño Ruiz Olivia Nicholls | 6:3, 6:3         |
| 7.  | 12. Juni 2022      | Valencia                  | WTA Challenger | Sand              | Aliona Bolsova         | Alexandra Panowa Arantxa Rus       | 6:0, 6:3         |
| 8.  | 29. Oktober 2022   | Les Franqueses del Vallès | ITF W100       | Hartplatz         | Aliona Bolsova         | Misaki Doi Beatrice Gumulya        | 7:5, 1:6, [10:3] |
| 9.  | 19. November 2022  | Madrid                    | ITF W80        | Sand              | Aliona Bolsova         | Lea Bošković Daniela Vismane       | 6:3, 6:3         |

## Abschneiden bei Grand-Slam-Turnieren

### Dameneinzel
| Turnier         | 2021 | 2022 | 2023 | 2024 | 2025 | Karriere |
| --------------- | ---- | ---- | ---- | ---- | ---- | -------- |
| Australian Open | –    | Q3   | Q2   | 2    | Q3   | 2        |
| French Open     | –    | Q1   | 1    | 1    | Q3   | 1        |
| Wimbledon       | –    | 1    | 2    | 1    | Q2   | 2        |
| US Open         | 2    | Q2   | 2    | Q1   |      | 2        |

### Juniorinneneinzel
| Turnier         | 2015 | 2016 | 2017 | Karriere |
| --------------- | ---- | ---- | ---- | -------- |
| Australian Open | –    | HF   | F    | F        |
| French Open     | –    | S    | –    | S        |
| Wimbledon       | 1    | AF   | –    | AF       |
| US Open         | 1    | –    | –    | 1        |

### Juniorinnendoppel
| Turnier         | 2015 | 2016 | 2017 | Karriere |
| --------------- | ---- | ---- | ---- | -------- |
| Australian Open | –    | –    | AF   | AF       |
| French Open     | –    | –    | –    | —        |
| Wimbledon       | –    | –    | –    | —        |
| US Open         | AF   | –    | –    | AF       |

Zeichenerklärung: S = Turniersieg; F, HF, VF, AF = Einzug in den Final / Halbfinal / Viertelfinal / Achtelfinal; 1, 2, 3 = Ausscheiden in der 1. / 2. / 3. Hauptrunde; nicht ausgetragen